# Non è ver che sia la Mafia
Non è ver che sia la Mafia, pubblicato in Italia anche con il titolo L'era della follia (The Syndic) è un romanzo di fantascienza del 1953 dello scrittore statunitense Cyril M. Kornbluth. Fu vincitore del Premio Prometheus (Hall of Fame) nel 1986.

## Trama
Gli Stati Uniti vivono ormai un'esistenza pacifica e felice, dove tutti i cittadini sono contenti e tutto funziona benissimo, senza burocrazia, tasse, polizia.
La caratteristica particolare è che tutto il territorio statunitense è governato dalla Mafia e dal Clan, mentre il Governo resta al largo delle coste su alcune navi da guerra.
La storia racconta l'incrinarsi di questo mondo, per così dire idilliaco, con i primi contrasti fra Mafia e Clan.

## Edizioni
- Cyril M. Kornbluth, The Syndic, 1953.
- Cyril M. Kornbluth, L'era della follia, traduzione di Tom Arno; collana Romanzi di Urania n° 72, Arnoldo Mondadori Editore, 28 febbraio 1955 (prima edizione)
- Cyril M. Kornbluth, Non è ver che sia la Mafia, traduzione di Antonangelo Pinna; copertina di Karel Thole, collana Classici Fantascienza n° 6, Arnoldo Mondadori Editore, 1977.